# استعمار الکترونیکی
استعمار الکترونیکی (انگلیسی: Electronic colonialism)
یا استعمار دیجیتال، نظریه‌ای است که ابتدا توسط تام مکفیل کانادایی‌ای، که کارش را با مارشال مک‌لوهان آغاز کرد، آغاز شده‌است. در کتاب «استعمار الکترونیکی: آینده پخش فراگیر و ارتباطات» در سال ۱۹۸۱ این نظریه تبیین شده‌است. نظریه در مورد تأثیر پیام‌های تکراری رسانه‌های گروهی مانند تبلیغات بر افکار مخاطبان در سراسر دنیاست. همان‌طور که نهادهای استعماری قدیمی مانند بریتانیای کبیر در سراسر جهان به دنبال خاک می‌گشتند تا مستعمره کنند،
غول‌های رسانه‌ای امروزی نیز به دنبال تسخیر چشم‌ها، گوش‌ها و اذهان میلیون‌ها مشاهده کننده، خواننده یا شنونده هستند. شرکت والت دیزنی، ام‌تی‌وی، نتفلیکس، کامکست، سی‌ان‌ان، بی‌بی‌سی، شبکه رسانه‌ای فاکس، هالیوود، گوگل، اینترنت و دیگران- همگی به دنبال تسلط بر ذهن مخاطبان و کنترل رفتارهای آنان هستند. نه به وسیله قدرت قهری و سلاح، که با بسته‌بندی کردن محتوای رسانه‌ای به صورتی که در سراسر جهان برای مخاطبان جهانی جذاب شود.
نظریه استعمار الکترونیکی همچنین قدرت هژمونیک ایالات متحده آمریکا بر صنایع فرهنگی جهانی را نیز توصیف می‌کند. این موضوع کنترل مرکزی این کشور بر اینترنت از طریق آیکان و بسط امپراتوری ارتباطاتی آن بر همه دنیا را شامل می‌شود.
نظریه استعمار الکترونیک توضیح می‌دهد که رسانه‌های جمعی چگونه تبدیل به شکل جدیدی از یک امپراتوری می‌شوند. این تسلط بر اساس قدرت نظامی یا فتح سرزمین‌ها نیست، بلکه بر اساس کنترل اذهان است.
مطالعه انتقادی و آماری دروس آموزش زبان انگلیسی که در BBC و VOA عرضه می‌شوند، حاکی از آنست که آنان با استفاده از دستکاری‌های زبانی بخصوص به القای مفاهیم موردنظر اجتماعی، سیاسی و اعتقادی خود دارند و تلاش می‌کنند تا از طریق ابزارهای القایی پنهان شده در برنامه‌های درسی، به مقاصد استعماری و هژمونیک جدید دست یابند.
بر طبق تئوری استعمار الکترونیک مک‌فیل، قرار گرفتن در معرض چنین دروسی در دراز مدت، از سویی درک زبان‌آموزان از هویت خودشان و حاکمیت فرهنگ و زبانشان را دچار مخاطره می‌نماید و از سوی دیگر ارزش‌ها و هنجارهای موردنظر استعماری را رواج می‌دهد.